# Alchemilla krylovii
Alchemilla krylovii es una especie de planta del género Alchemilla, perteneciente a la familia Rosaceae.

## Taxonomía
Alchemilla krylovii fue descrita por Serguéi Yuzepchuk en 1932.

## Distribución
Se encuentra en el territorio de Asia Central hasta Siberia y Mongolia.